# Holden
Holden — бывший австралийский производитель автомобилей, первоначально независимый, с 1930-х годов — дочерняя структура General Motors.

## История

### Ранняя история
Джеймс Александр Холден иммигрировал в Южную Австралию из Англии в 1852 году и в 1856 году в Аделаиде основал фирму J.A Holden and Co по производству конской упряжи. Позже, с появлением нового партнёра, немца Генри Фроста, название компании изменилось на Holden & Frost, компания начала выпуск карет. В 1905 году Эдвард Вивол Холден, сын Джеймса, вошёл в дело. В 1908 году Holden & Frost начала выпуск комплектующих для автомобилей, а в 1913 году начала производство колясок для мотоциклов. В 1914 году компания собрала свой первый кузов автомобиля. С началом Первой мировой войны были введены ограничения на импорт автомобилей; компания решила воспользоваться ситуацией и начала строительство завода по производству кузовов для автомобилей, в 1919 году была зарегистрирована новая компания Holden’s Motor Body Builders Ltd (HMBB), которая устанавливала свои кузова на импортируемые шасси, в частности от Dodge, Ford и Chevrolet. Это стало первым предприятием в Австралии, на котором было внедрено массовое производство. К 1923 году предприятие производило 12 тыс. кузовов в год, а в 1924 году началось строительство нового завода в Вудвилле. В том же году началось партнёрство с General Motors, однако в 1926 году GM создала отдельный австралийский филиал GMA, который начал строительство нескольких заводов в Австралии. С началом Великой депрессии и Holden, и GMA столкнулись с финансовыми проблемами, и в 1931 году было решено объединить две компании в одну, General Motors-Holden’s Ltd. (сокращённо она продолжала называться Holden).

### 1940-е

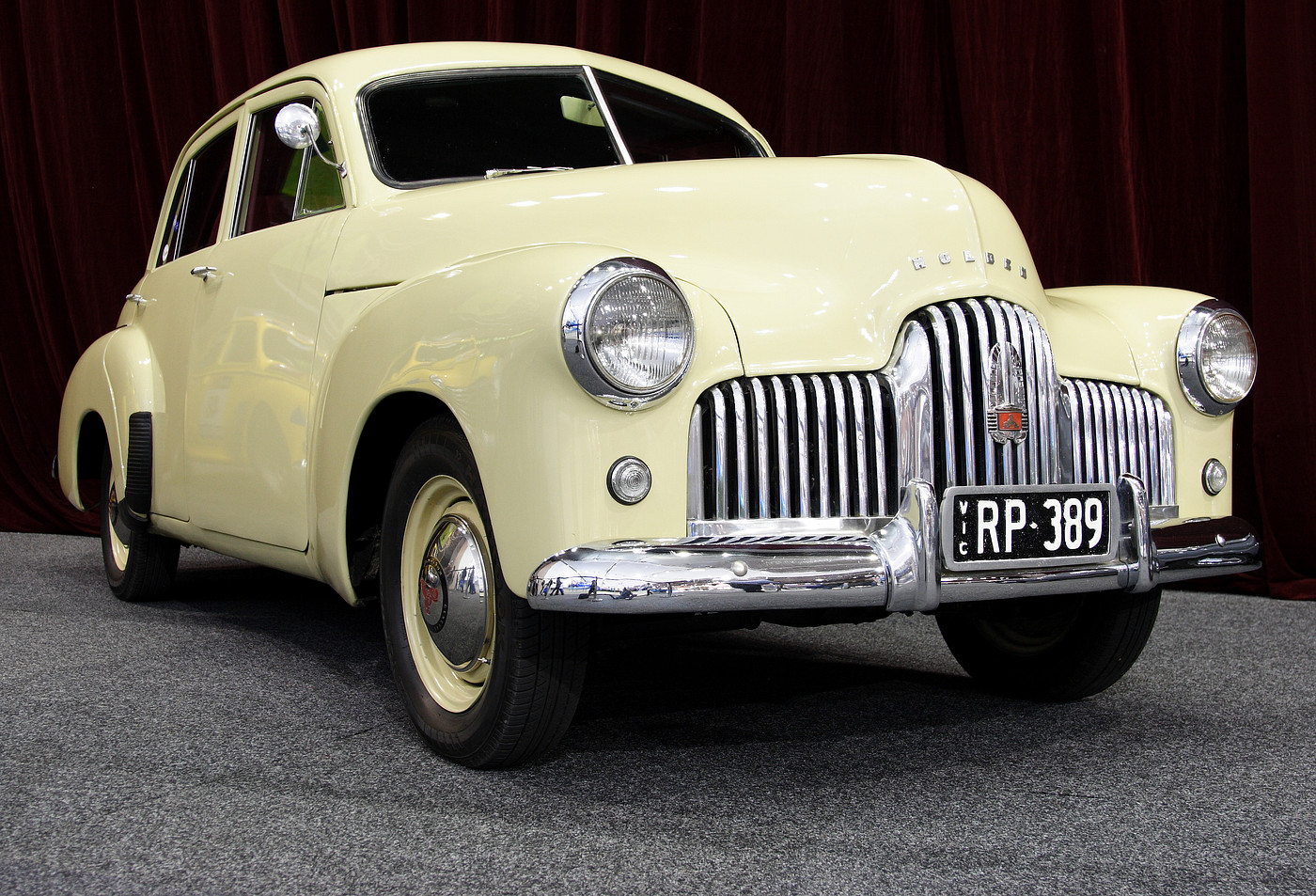
Holden 48-215 (1948—1953).

Первый завод Holden в Фишерменс-Бенд (порт Мельбурн) начал работу в 1936 году, туда же была перенесена штаб-квартира компании. В 1939 году началось строительство второго завода в Пэйджвуде (пригороде Сиднея). Однако начало Второй мировой войны отложило производство автомобилей: на заводах компании началось производство авиационных двигателей, оружия и боеприпасов. После войны Holden вернулась к производству кузовов, на этот раз для таких брендов GM, как Buick, Chevrolet, Pontiac и Vauxhall.
В 1948 году Holden начала производство автомобиля полностью австралийской разработки 48-215, позже получившего название FX. Благодаря введению высоких тарифов на импорт автомобилей, модель FX имела очень конкурентоспособную цену, к тому же была приспособлена к австралийскому бездорожью; за пять лет их было продано 100 тысяч таких машин.

### 1950-е
Седаны модели 48-215 производились параллельно с пикапом 50-2106 с 1951 года. Производство и седана, и пикапа продолжалось с небольшими изменениями до 1953 года, когда они были заменены моделью FJ. Помимо седана и пикапа теперь предлагался третий тип кузова — развозной фургон.

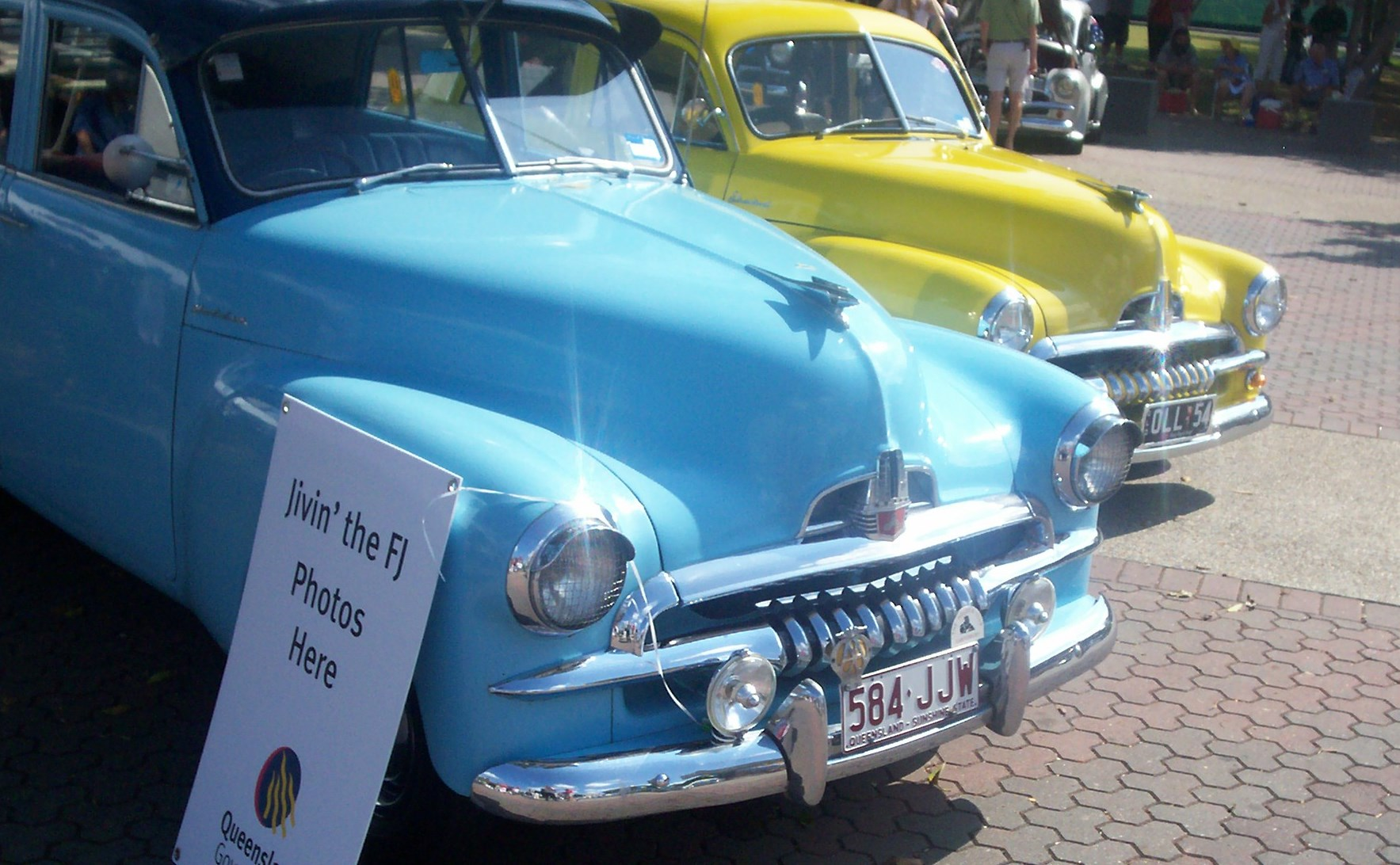
Holden FJ (1953-56)

FJ был первым большим изменением в производстве Holden с 1948 года. С годами этот автомобиль приобрёл статус «иконы», и по сей день является одним из самых узнаваемых австралийских автомобилей. Новая решётка радиатора, большое заднее стекло изменили облик машины, но кузовные детали остались неизменными. Несмотря на небольшие изменения по сравнению с 48-215, маркетинговые кампании и цены остались прежними, и FJ поддерживал высокие уровни продаж вплоть до тех пор пока Holden не начал выпускать абсолютно новую модель. В 1955 году Holden начала экспорт своих автомобилей сначала в Новую Зеландию, а затем в Африку, Азию и на Ближний Восток.
В 2005 году, на Австралийском международном автосалоне в Сиднее Holden представил новую версию модели FJ — концепт-кар Efijy.

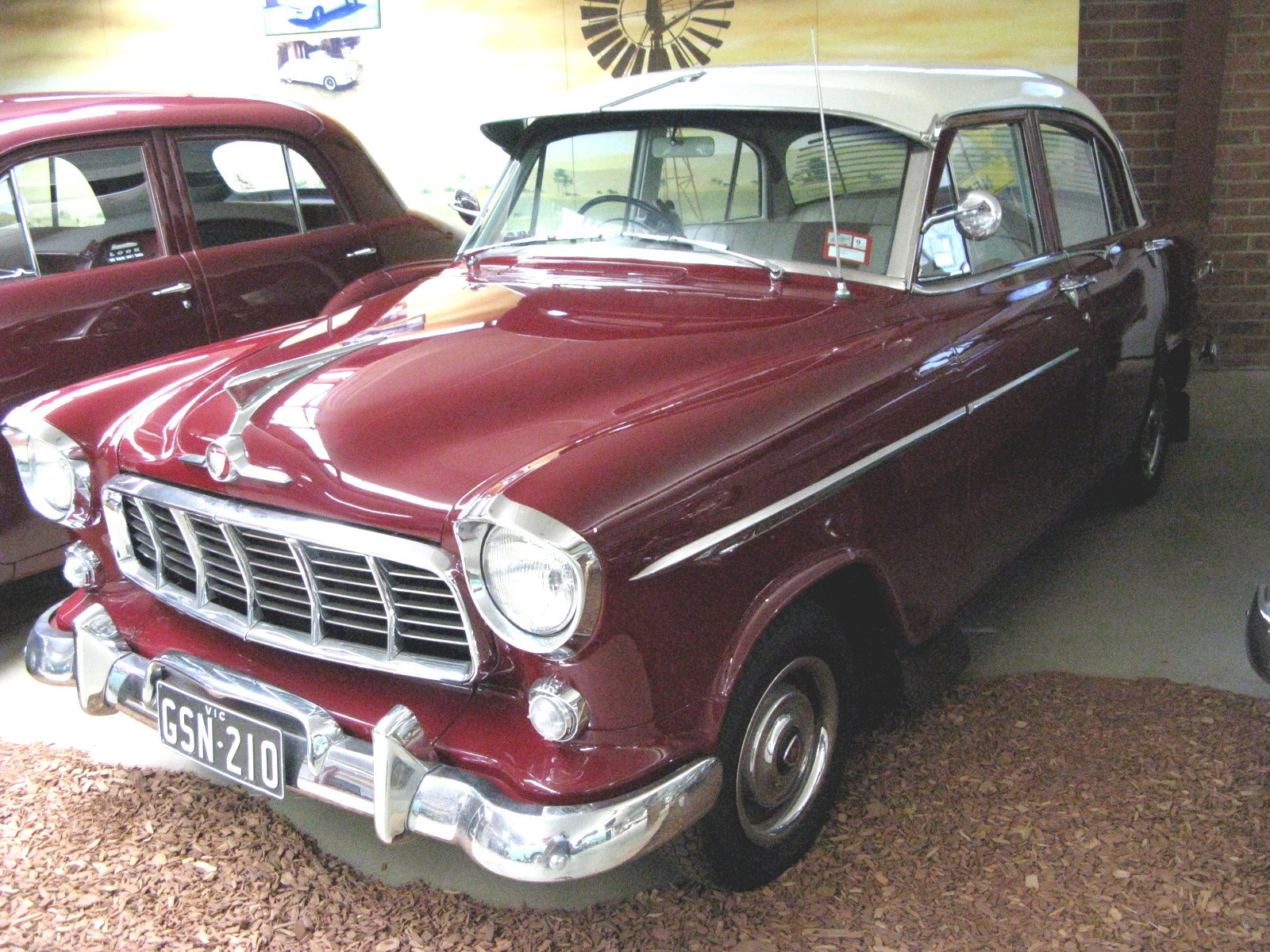
Holden FE (1956—1958)

Следующую модель Holden, FE, начали выпускать в 1956 году. Машина получила новый вариант с кузовом «универсал», в буклетах компании названный «Station Sedan». В 1956 году открылся ещё один завод Holden, создавший к 1959 году порядка 19 000 рабочих мест.

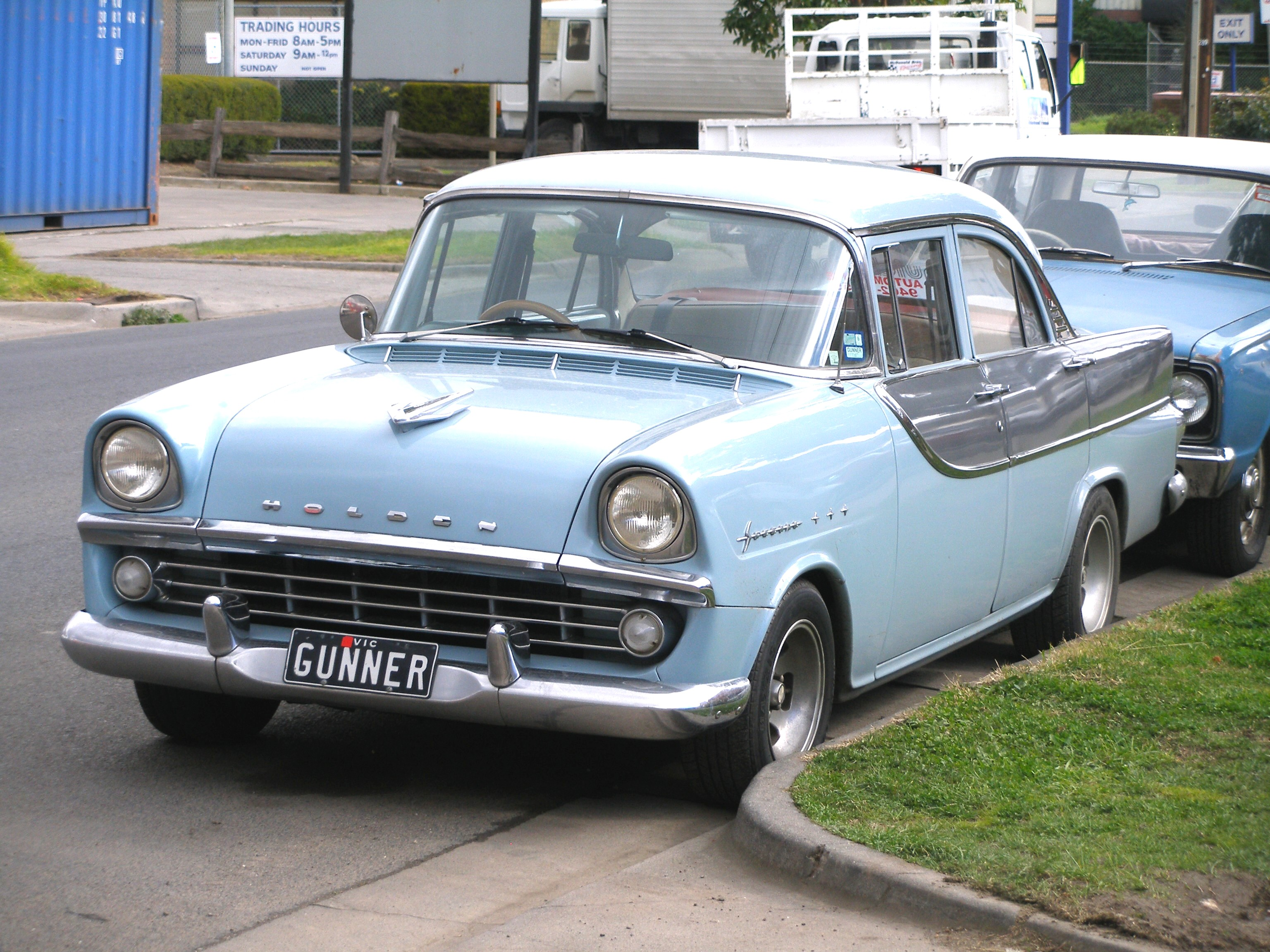
Holden FB (1960-61).

Хорошие продажи в Австралии позволили Holden охватить более 50 % рынка к 1958 году, когда вышла модернизированная модель серии FC. Это была первая модель, которая прошла испытания на новом полигоне Holden Proving Ground в Ланг-Ланг, Виктория.

### 1960-е

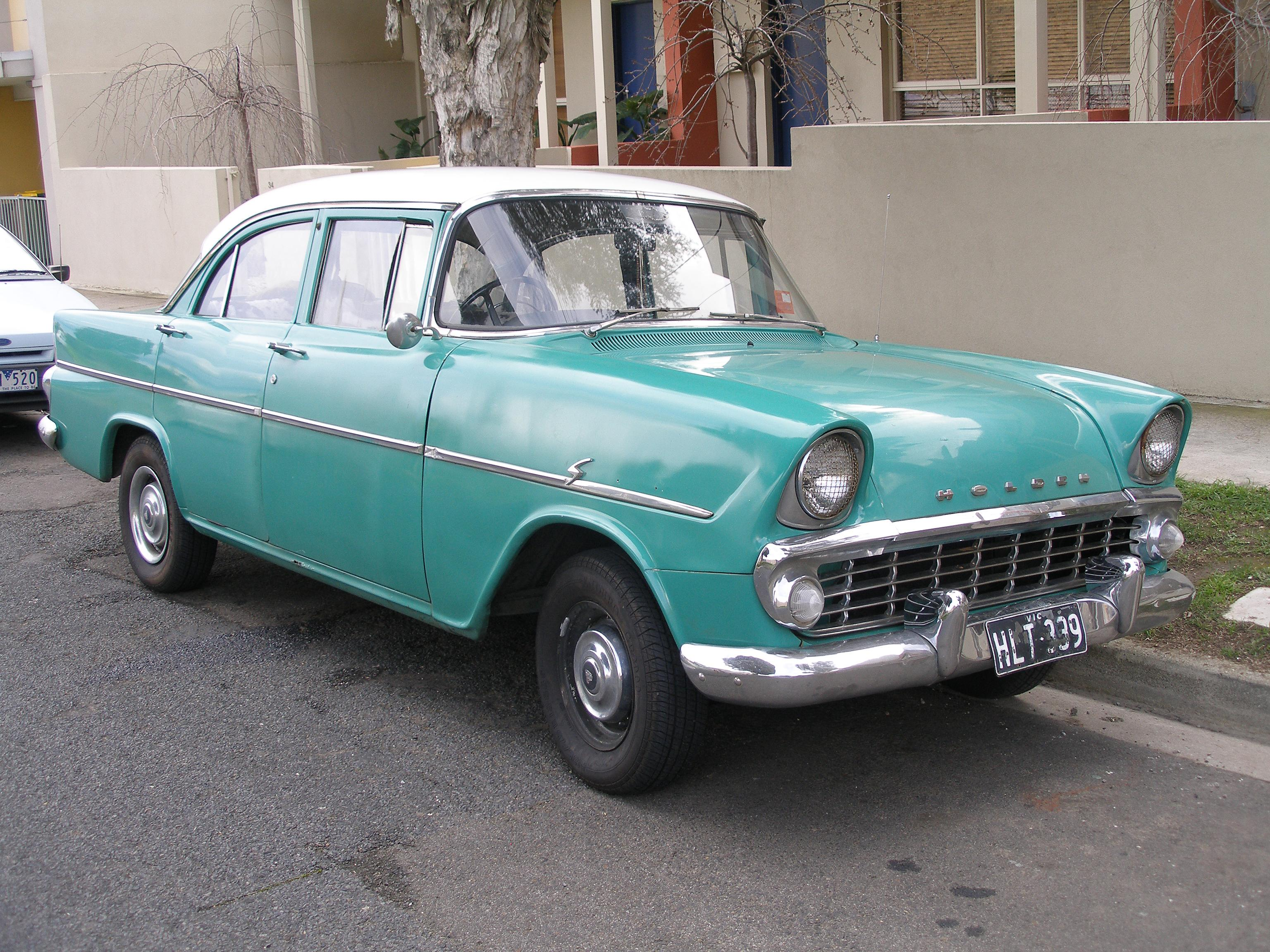
Holden EK (1961-62)

В 1960 году Ford представил свой новый Falcon в Австралии, всего спустя месяц после начала продаж в Соединённых Штатах. В ответ на появление Falcon компания Holden выпустила модель EK в 1961 году; она щеголяла двухцветной окраской и опционально снабжалась АКПП, но дизайн имела всё так же устаревший, в стиле второй половины пятидесятых годов.

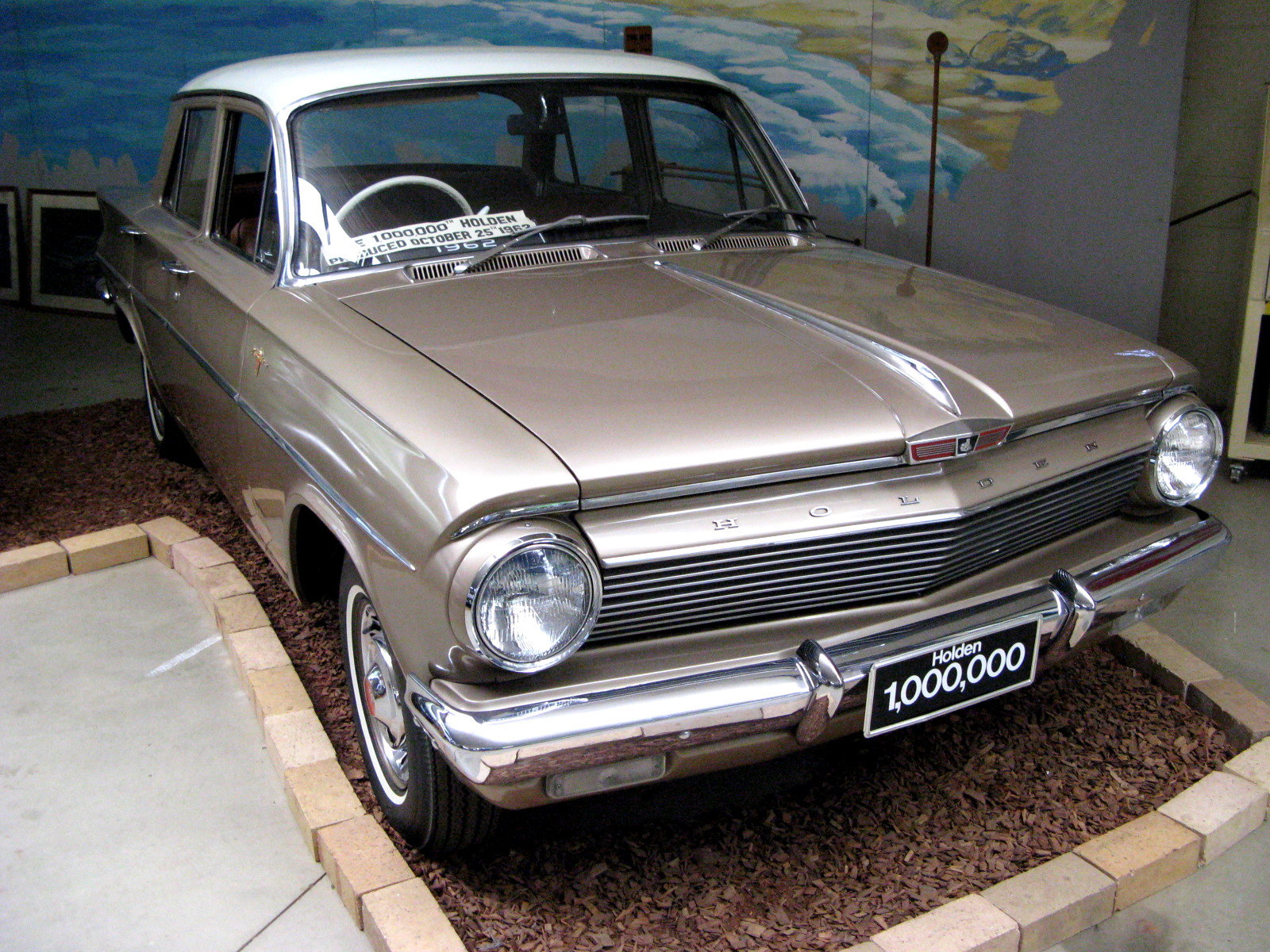
Holden EJ (1962-63).

Абсолютно новая модель EJ вышла в 1962 году, дебютируя в роли новой люксовой модели Premier. Улучшенная модель серии EH, вышедшая в 1963 году, впервые получила новый двигатель Red Engine, более мощный, чем старый Grey Engine. Передняя подвеска автомобиля впервые стала бесшкворневой. Серия HD 1965 года представила новую АКПП Powerglide, и опцию X2 с более мощной версией 2.9 л. 6-цилиндрового двигателя.

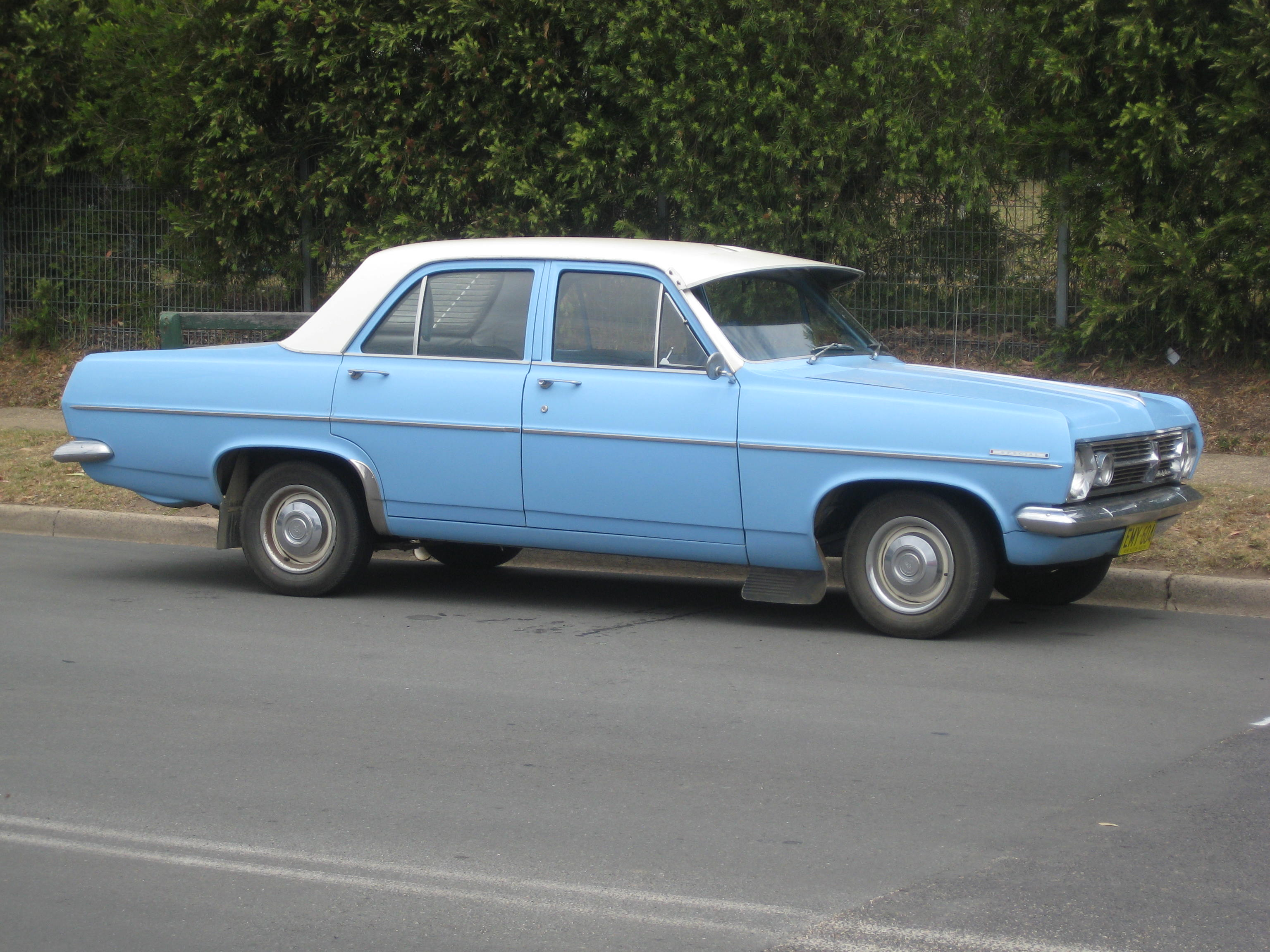
Holden HR (1966-68).

В 1966 году вышла HR, продавшаяся количеством более 250 000 автомобилей за два года. Изменения коснулись передней и задней части автомобиля, а также увеличился объём двигателя. Это подстегнуло завершение строительства новой фабрики в Квинсленде. В 1964 году Holden начал сборку компактной модели HA на базе Vauxhall Viva. Эта модель была заменена новой — Holden Torana в 1967 году.

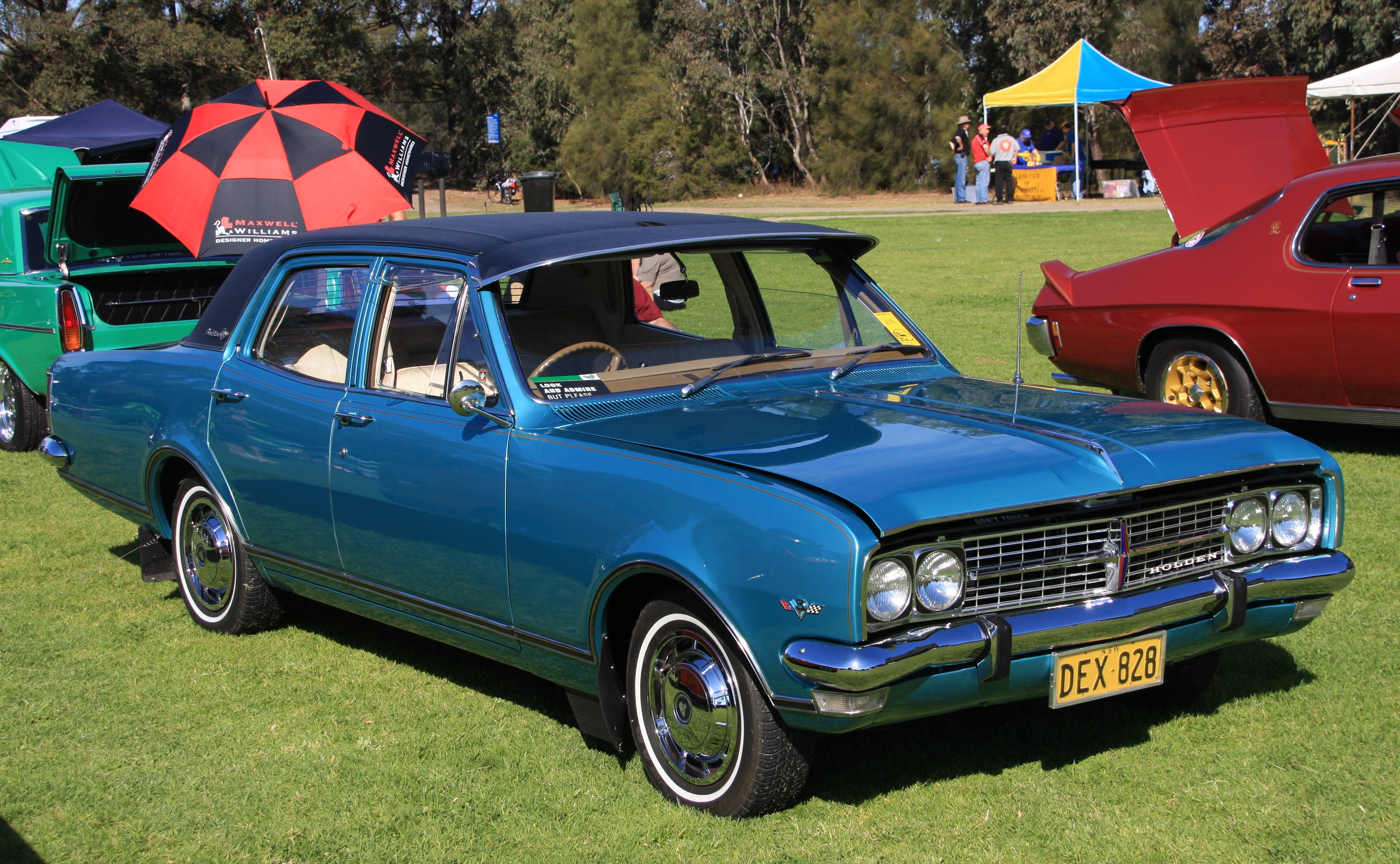
Holden HK (1968-71).

Серия HK включала престиж-модель с удлинёнными дверями Brougham и двухдверное купе Monaro. Модель Special приобрела новое название Kingswood, а модель Standard стала называться Belmont.
Первый австралийский двигатель V8, полностью разработанный и поставленный на поток собственными силами, дебютировал с концептом Hurricane в 1969 году, перед тем как быть утверждённым для рестайлинговой модели HT. Он был доступен в двух вариантах: 4,2 л и 5,0 л.
Несмотря на появление серьёзных соперников, в первую очередь Ford Falcon, Chrysler Valiant и японских автомобилей, в 1960-е годы автомобили Holden оставались самыми продаваемыми в Австралии. Продажи возросли с началом экспорта седанов и универсалов Kingswood в Индонезию, Тринидад и Тобаго и Южную Африку.

### 1970-е
В 1970 году, Holden переоборудовала завод в Южной Австралии под производство АКПП Tri-Matic. Новая трёхступенчатая коробка передач дебютировала на модели HG. В течение следующего года Holden запустила новую серию HQ. Серия включила новый престижный бренд Statesman с удлинённой колёсной базой, призванный заменить устаревший Brougham. Statesman также заслуживает внимание и потому, что продавался не как Holden, а как Statesman; эта модель экспортировалась в другие страны как Chevrolet Statesman.
Рама HQ привела к созданию двухдверных Monaro, и, несмотря на присутствие на рынке похожих по размеру конкурентов, серия HQ стала самой продаваемой за всю историю Holden (за 3 года продано 485 650 автомобилей). Серия HQ была перерождена с появлением HJ, которая представляла новую лицевую панель и новый задний бампер. Эти детали сохранились, хотя и с небольшими изменениями, в сериях HX и HZ. На серию HX ставили переработанные двигатели, которые соответствовали государственным стандартам по вредным выбросам, в то время как HZ предоставлял улучшенный контроль управлением и повышенный комфорт с новой системой подвески RTS (англ. Radial Tuned Suspension).
В течение 1970-х годов Holden использовал рекламный джингл «Фути, Пирог с мясной начинкой, Кенгуру и автомобили Holden» (отсылка к американскому джинглу Chevrolet «Baseball, Hot Dogs, Apple Pies and Chevrolet»). Производство Torana продолжалось на базе большей, среднеразмерной серии LH, вышедшей в 1974 году, и выпускался только 4-дверный седан. LH Torana была одной из немногих машин, которые во всём мире продавали с 4-, 6- и 8-цилиндровыми двигателями. Такое направление сохранялось пока Holden не представил Sunbird в 1976 году, в действительности четырёхцилиндровую Torana с новым названием. С выходом серии LX Holden представил трёхдверные хетчбэки Sunbird и Torana. В 1978 году, с выходом серии UC, Torana получила последнее поколение. Holden прекратила производство Torana в 1979 году, а Sunbird в 1980 году.
В 1975 году Holden представил компактную Gemini, австралийскую версию Opel Kadett. Gemini была разработана Isuzu, японским дочерним предприятием GM. На Gemini ставили 1,6 л 4-цилиндровый двигатель. Gemini быстро набрала популярность, стала самой продаваемой машиной в своём классе и выпускалась до 1987 года.
Самый популярный автомобиль Holden — Commodore — был представлен в 1978 году как модель VB. Новый семейный автомобиль был основан на базе Opel Rekord, но с передом от Opel Senator, использованным чтобы вмещать большие 6-цилиндровые и V8 двигатели Holden. Commodore возглавлял список продаж Holden в Австралии, а также закупался правительством для использования в качестве полицейских машин.

### 1980-е
Большинство моделей компании были большими и мощными, и нефтяной кризис 1973 года привёл к падению продаж в пользу более экономных импортных моделей, в первую очередь японских. 1980-е годы начались с закрытия завода в Пэджвуде и прекращения выпуска серий HQ, HX и HZ, которые не могли составлять конкуренцию аналогичным автомобилям из линейки Ford. Взамен была представлена новая серия WB и начато производство Rodeo, сделанного по образцу Isuzu Rodeo. Rodeo был доступен в вариантах с двумя и четырьмя ведущими колёсами с дизельными и бензиновыми двигателями. Модельный ряд был обновлён в 1988 году с приходом серии TF, основанной на Isuzu TF. Выпущенная в 1982 году Camira начала хорошо продаваться, но позже продажи упали, потому что покупатели сочли 1,6 л двигатель недостаточно мощным, а ездовые качества и качество оценили ниже среднего. Camira производилась всего 7 лет и принесла Holden убытки в размере 500 млн австралийских долларов.
В 1984 году Holden представил VK Commodore со значительными изменениями по сравнению с предыдущей версией VH. В 1986 году Commodore был ещё раз обновлён. Спорным решением было ставить на Commodore 3,0 л двигатель Nissan RB30 и четырёхступенчатую автоматическую коробку передач. Смена двигателя требовалась в связи с принятием закона о неочищенном бензине. Решение применять японскую трансмиссию привело к закрытию завода в Вудвилле.
Holden начал продавать основанную на Suzuki Swift Barina в 1985 году. Годом ранее Holden начал выпуск Nissan Pulsar под именем Holden Astra. Финансовые проблемы в 1980-х годах привели к слиянию Holden с австралийским филиалом Toyota, в результате чего в 1988 году образовалось совместное предприятие United Australian Automobile Industries (UAAI). После этого австралийцы стали выпускать ребадженные Toyota Corolla и Camry, названные соответственно Holden Nova и Apollo.

### 1990-е
Компания преобразилась в течение 1990-х годов, повысив свою долю на австралийском рынке с 21 % в 1991 году до 28,2 % в 1999 году. Выходу из кризиса способствовал запуск модели VN Commodore, которая быстро завоевала популярность. В 1995 году совместное предприятие UAAI было расторгнуто, Holden стала дочерней компанией Opel и начала выпуск австралийских версий популярных моделей Opel.
26 апреля 1990 года новозеландский филиал GM — Holden New Zealand — объявил, что производство на сборочной линии в Трентхэме будет разбито по этапам и произведённые автомобили будут импортироваться, не облагаясь налогом. В течение 1990-х годов австралийские автопроизводители просили правительство приостановить снижение таможенных сборов на импортные автомобили. В 1997 году сборы упали до 22,5 % по сравнению с 57,5 % десятью годами ранее, а к 2000 году планировалось понизить их до 15 %. Holden находилась в кризисной ситуации, её руководство заяаляло о том, что население Австралии слишком мало для принятия таких мер и данные реформы приведут к разрушению местной индустрии.

### 2000-е
Рост Holden в 1990-х годах сменился упадком в 2000-х годах. В Австралии доля на рынке упала с 27,5 % в 2000 году до 15,2 % в 2006 году. С марта 2003 года Holden перестала быть продавцом номер один в Австралии, теперь это место заняла Toyota. Эти события вкупе с затратами на создание абсолютно нового автомобиля серьёзно подорвали бюджет компании. Каждый год компания несла убытки, новая сборочная линия закрылась в 2005 году, спустя всего два года после открытия. Чистый убыток за 2005 и 2006 год в сумме составил 290 млн долларов. Начались массовые сокращения рабочих, а с началом мирового финансового кризиса на грани банкротства оказалась уже и материнская компания General Motors.

### 2010-е
В 2010 году Holden получила от правительства Австралии грант в 159 млн долларов на начало производства австралийской версии Chevrolet Cruze на заводе в Аделаиде.
В 2013 руководство GM анонсировало свёртывание производства автомобилей Holden в Австралии с полным закрытием всех производств к 2017 году. В феврале 2016 года была закрыта линия производства Holden Cruze, запущенная в 2011 году.
В 2017 году компания Holden, входящая в состав концерна General Motors, закрыла свой последний завод переключившись на продажи и гарантийную поддержку автомобилей General Motors, произведённых за пределами Австралии. Последний собранный в Австралии Holden сошёл с конвейера фабрики в городе Элизабет близ Аделаиды 20 октября 2017 года. Последним собранным на континенте автомобилем стал красный седан Commodore V8. В том же году свой австралийский завод закрыла и Toyota, а Ford — годом ранее.

### 2020-е
17 февраля 2020 года General Motors объявила о закрытии марки Holden к началу 2021 года.

## Модельный ряд

### Собственной разработки
- Holden Brougham (1968—1971)
- Holden Camira (1982—1989)
- Holden Caprice (1990—2017)
- Holden Commodore (1978—2017)
- Holden Kingswood (1968—1984)
- Holden Monaro (1968—1977; 2001—2005)
- Holden Special (1953—1968)
- Holden 48-215 (1948—1953)
- Statesman DeVille (1971—1984)
- Holden Torana (1967—1980)

### На базе моделей GM
- Holden Acadia (2018—2020)
- Holden Astra седан (2017—2019)
- Holden Barina (2005—2018)
- Holden Captiva/Captiva 7 (2006—2018)
- Holden Colorado (2008—2020)
- Holden Colorado 7/Trailblazer (2013—2020)
- Holden Cruze (2009—2016)
- Holden Epica (2007—2011)
- Holden Equinox (2016—2020)
- Holden Malibu (2013—2016)
- Holden Spark/Barina Spark (2009—2020)
- Holden Suburban (1998—2001)
- Holden Trax (2013—2020)
- Holden Viva (2005—2009)
- Holden Volt (2012—2015)

### На базе моделей Isuzu
- Holden Camira (1984—1987), только в Новой Зеландии
- Holden Frontera (1995—2004)
- Holden Gemini (1975—1986)
- Holden Jackaroo/Monterey (1981—2002)
- Holden Piazza (1980—1990)
- Holden Rodeo (1981—2008)
- Holden Shuttle (1982—1990)

### На базе моделей Opel
- Holden Astra (1996—2009, 2015—2020)
- Holden Barina (1994—2005)
- Holden Calibra (1991—1998)
- Holden Captiva MaXX/Captiva 5 (2006—2016)
- Holden Cascada (2015—2017)
- Holden Combo (1996—2012)
- Holden Commodore (2018—2020)
- Holden Insignia (2015—2017)
- Holden Tigra (2005—2007)
- Holden Vectra (1997—2006)
- Holden Zafira (2001—2005)

### На базе моделей Suzuki
- Holden Barina (1985—1994)
- Holden Cruze (2002—2006)
- Holden Drover
- Holden Scurry

### На базе моделей Toyota
- Holden Apollo (1989—1996)
- Holden Nova (1989—1996)

### На базе моделей Nissan
- Holden Astra (1984—1989)

Также у Holden существовало специальное подразделение HSV (Holden Special Vehicles), производившее тюнингованные и спортивные автомобили на базе существовавшего модельного ряда.

## Производство моторов
Расположенное в Порт-Мельбурне подразделение Холден производило моторы семейства «Высокопроизводительные моторы GM» (GM High Feature engine) на внутреннем австралийском рынке носящие имя Alloytec. Двигатели типа DOHC конфигурации V6 и V8 и объёмом соответственно 3,6 л. и 5,7 л. В 2007 году начаты работы над двигателем V12 объёмом 7,2 литра.
В связи с закрытиями производств General Motors в Австралии завод был остановлен и закрыт в декабре 2016 года.